# Chim cánh cụt
Chim cánh cụt hay còn gọi là chim cụt cánh (bộ Sphenisciformes, họ Spheniscidae - lấy theo chi Spheniscus nghĩa là hình nêm) là một nhóm chim nước không bay được. Chúng hầu như chỉ sống ở Nam bán cầu, với duy nhất một loài, chim cánh cụt Galápagos, được tìm thấy ở phía bắc đường xích đạo. Vốn rất thích nghi cho cuộc sống trong nước, chim cánh cụt có bộ lông tương phản nhau gồm các mảng sáng và tối và chân chèo để bơi lội. Hầu hết chim cánh cụt ăn nhuyễn thể, cá, mực và các dạng sinh vật biển khác mà chúng bắt được khi bơi dưới nước. Chúng dành khoảng một nửa cuộc đời trên cạn và nửa còn lại ở biển.
Mặc dù hầu hết tất cả các loài chim cánh cụt đều có nguồn gốc từ Nam bán cầu và chúng không chỉ được tìm thấy ở những vùng khí hậu lạnh, chẳng hạn như Nam Cực. Trên thực tế, chỉ có một số loài chim cánh cụt sống ở xa về phía nam. Một số loài được tìm thấy ở vùng ôn đới, nhưng một loài, chim cánh cụt Galápagos, sống gần đường xích đạo.
Loài chim cánh cụt sống lớn nhất là chim cánh cụt hoàng đế ( Aptenodytes forsteri ): trung bình, con trưởng thành khoảng 1,1 m (3 ft 7 in) cao và nặng 35 kg (77 lb) . Loài chim cánh cụt nhỏ nhất là chim cánh cụt xanh nhỏ ( Eudyptula nhỏ ), còn được gọi là chim cánh cụt cổ tích, đứng khoảng 33 cm (13 in) cao và nặng 1 kg (2,2 lb) . Trong số các loài chim cánh cụt còn tồn tại, những con chim cánh cụt lớn hơn sống ở những vùng lạnh hơn, trong khi những con chim cánh cụt nhỏ hơn thường được tìm thấy ở các vùng khí hậu ôn đới hoặc thậm chí nhiệt đới. Một số loài từ thời tiền sử đạt được kích thước khổng lồ, trở nên cao hoặc nặng bằng người trưởng thành. Chúng không bị giới hạn ở các vùng Nam Cực; ngược lại, các khu vực cận Nam Cực chứa đựng sự đa dạng cao, và ít nhất một con chim cánh cụt khổng lồ đã xuất hiện trong khu vực khoảng 2.000 km về phía nam của xích đạo 35 mya, trong một vùng khí hậu chắc chắn là ấm hơn ngày nay.

## Các loài và nơi sống
Số lượng loài còn lại đến nay vẫn là một chủ đề gây tranh cãi. Trong các loại văn bản khác nhau người ta liệt kê từ 16 đến 19 loài. Một số tác giả còn cho rằng chim cánh cụt chân chèo trắng là một loài chim lặn nhỏ (Eudyptula) riêng, mặc dù ngày nay nói chung nó được coi là phân loài của chim cánh cụt nhỏ (chẳng hạn Williams, 1995; Davis & Renner, 2003). Tương tự, người ta vẫn chưa rõ chim cánh cụt hoàng gia chỉ đơn thuần là dạng biến đổi màu sắc của chim cánh cụt Macaroni hay không. Ngoài ra, cũng khá thích hợp để coi như một loài riêng là quần thể miền bắc của chim cánh cụt Rockhopper (Davis & Renner, 2003). Mặc dù tất cả các loài chim cánh cụt hiện còn đều có nguồn gốc ở nam bán cầu, nhưng ngược lại với niềm tin phổ biến, chúng không chỉ tìm thấy tại các khu vực có khí hậu lạnh, chẳng hạn châu Nam Cực. Trên thực tế, chỉ có vài loài chim cánh cụt thực sự sinh sống xa đến vậy về phía nam. Có ba loài sinh sống ở khu vực nhiệt đới; một loài sinh sống xa về phía bắc tới quần đảo Galápagos (chim cánh cụt Galápagos) và thỉnh thoảng chúng còn vượt qua cả đường xích đạo trong khi kiếm ăn.
Loài lớn nhất là chim cánh cụt hoàng đế (Aptenodytes forsteri): chim trưởng thành trung bình cao khoảng 1,1 m (3 ft 7 in) và cân nặng 35 kg (75 lb) hoặc hơn thế. Loài chim cánh cụt nhỏ nhất là chim cánh cụt nhỏ (còn gọi là chim cánh cụt tiên), chúng chỉ cao khoảng 40 cm (16 in) và cân nặng 1 kg (2,2 lb). Nói chung loài chim cánh cụt nào có kích thước lớn hơn thì cũng có khả năng giữ nhiệt tốt hơn, và vì thế sinh sống trong khu vực lạnh hơn, trong khi các loài chim cánh cụt nhỏ chủ yếu tìm thấy trong khu vực có khí hậu ôn đới hay thậm chí là nhiệt đới.
Phần lớn chim cánh cụt ăn các loại nhuyễn thể, cá, mực và các dạng sinh vật biển khác chúng bắt được trong khi bơi lội dưới nước. Chúng tiêu tốn khoảng một nửa thời gian trên cạn và nửa còn lại dưới lòng các đại dương.
Một trong những dạng hành vi gây trở ngại nhất của chim cánh cụt diễn ra khi chim mẹ mất con của nó, hoặc là do chúng không chịu đựng được cơn bão đầu tiên trong đời, hoặc là do các lý do khác như kẻ thù. Khi chim mẹ mất con, nó có ý đồ ăn trộm con của chim mẹ khác- có lẽ là để giảm sự thương tiếc con. Hành vi này làm các nhà khoa học kinh ngạc, do nó là một hành động bột phát về tình cảm ngược lại với hành vi bản năng; là điều mà nhiều động vật hoang dã không bao giờ có khi chúng mất con. Nhiều người đã sử dụng điều này như là chứng cứ cơ bản trong nhiều thập kỷ để cho rằng nhiều động vật có tình cảm tương tự như con người, thông thường là dành cho mục đích về các quyền của động vật. Một cách tự nhiên, những con chim mái khác trong nhóm không thích hành vi này và sẽ giúp đỡ con chim mẹ thực thụ bảo vệ các con của nó. Tuy nhiên, hành vi này có thể được giải thích một cách tốt hơn như là phương tiện cho chim mái, hoặc chim trống, có thể nhớ được sự hợp tác toàn diện của các chim bố mẹ khác trong việc nuôi nấng chim con, nếu cho rằng mối quan hệ là một vợ-một chồng; có lẽ ở đây có sự khác biệt giữa chim trống và chim mái liên quan tới việc ăn trộm chim non
và giữa các loài trong sự liên hệ với đặc tính một vợ-một chồng là theo mùa hay vĩnh cửu.
Chim cánh cụt dường như không e ngại con người và các nhóm nhà thám hiểm có thể đến gần chúng mà không làm cho chúng sợ.

## Tiến hóa
Lịch sử tiến hóa của chim cánh cụt được tìm hiểu không kỹ, do các hóa thạch chim cánh cụt là khá hiếm. Hóa thạch chim cánh cụt cổ nhất được biết là của chi Waimanu, chúng đã sống trong giai đoạn đầu của thế Paleocen tại khu vực New Zealand, khoảng 62 triệu năm trước. Trong khi chúng chưa thích nghi tốt với cuộc sống dưới nước như chim cánh cụt ngày nay (điều đó có lẽ diễn ra vào thời kỳ thế Eocen khoảng 40 triệu năm trước), thì Waimanu đã không bay được và tương tự như chim lặn gavia, với các cánh ngắn thích nghi cho việc lặn sâu.Các hóa thạch này cho thấy chim cánh cụt tiền sử đã không bay được và có thể sống dưới nước được và nguồn gốc của chúng có lẽ đã bắt đầu khoảng 65 triệu năm trước, trước khi diễn ra sự tuyệt chủng của khủng long. Tổ tiên của chim cánh cụt trước Waimanu hiện vẫn không rõ, mặc dù một số nhà khoa học (Mayr, 2005) cho rằng họ Plotopteridae tương tự như chim cánh cụt (thông thường được coi là có họ với chim cổ rắn và chim cốc) có thể trên thực tế là nhóm chị em ban đầu của chim cánh cụt, và chim cánh cụt có thể có sự chia sẻ chung cùng một tổ tiên với bộ Bồ nông (Pelecaniformes).

### Palaeeudyptinae
Theo truyền thống, phần lớn các loài chim cánh cụt đã tuyệt chủng được đặt trong một phân họ có lẽ là cận ngành gọi là Palaeeudyptinae. Để có danh sách đầy đủ các chi này, xem phần Phân loại dưới đây.
Tình trạng số lượng chim cánh cụt ngày nay là rất ổn định, chúng sống rất đông đúc thành từng bầy.Vì vậy chưa có nguy cơ bị tuyệt chủng đối loài chim này .

## Đặc điểm cơ thể
Chim cánh cụt thích nghi tốt với cuộc sống dưới nước. Các cánh của chúng đã tiến hóa thành các chân chèo và không có tác dụng để bay trong không gian. Tuy nhiên, trong nước thì chim cánh cụt lại nhanh nhẹn một cách đáng ngạc nhiên. Với bộ lông mượt thì một lớp không khí được duy trì, đảm bảo cho sức nổi của chúng. Ngoài ra, lớp không khí này còn có tác dụng giúp cho chim cánh cụt chịu được nước lạnh. 
Trên mặt đất, chim cánh cụt dùng đuôi và các cánh để duy trì cân bằng cho thế đứng thẳng của chúng.
Tất cả các loài chim cánh cụt đều có màu trắng ở phần bụng và màu sẫm (chủ yếu là đen) ở phần lưng. Nó có tác dụng giúp cho chúng được ngụy trang tốt. Kẻ thù săn tìm chúng từ phía dưới (chẳng hạn cá kình hay hải cẩu báo) rất khó phân biệt màu trắng của bụng chim cánh cụt với màu phản chiếu từ mặt nước. Bộ lông sẫm màu trên lưng chúng giúp chúng thoát khỏi các kẻ thù từ phía trên.

Tux - con vật lấy khước của Linux.

Chim cánh cụt có thể bơi lặn trong nước với vận tốc từ 6 tới 12 km/h, mặc dù có một số báo cáo cho rằng tốc độ có thể lên tới 27 km/h (điều này có thể xảy ra khi chúng bị giật mình hay bị tấn công). Các loài chim cánh cụt nhỏ không lặn sâu và chỉ săn tìm mồi gần mặt nước và chỉ lặn khoảng 1-2 phút. Các loài chim cánh cụt lớn có thể lặn sâu khi cần thiết. Kỷ lục lặn sâu của chim cánh cụt hoàng đế lớn đã được ghi nhận là tới độ sâu 565 m (1.870 ft) và kéo dài tới 20 phút.
Chim cánh cụt có thể đi lạch bạch bằng hai chân hoặc trượt bằng bụng của chúng dọc theo lớp tuyết, một chuyển động gọi là "trượt băng", điều này cho phép chúng tiết kiệm năng lượng trong khi vẫn có thể chuyển động tương đối nhanh.
Chim cánh cụt có thính giác tốt. Các mắt của chúng đã thích nghi với việc quan sát dưới nước và là phương tiện chủ yếu của chúng để định vị con mồi và lẩn tránh kẻ thù. Ngược lại, ở trên cạn thì chúng là cận thị. Khả năng khứu giác của chúng vẫn chưa được nghiên cứu đầy đủ.
Chúng có thể uống nước mặn một cách an toàn do tuyến lệ của chúng lọc lượng muối dư thừa từ máu  Lưu trữ ngày 20 tháng 7 năm 2006 tại Wayback Machine  Lưu trữ ngày 28 tháng 9 năm 2006 tại Wayback Machine  Lưu trữ ngày 12 tháng 10 năm 2006 tại Wayback Machine. Muối được tiết ra ngoài trong dạng chất lỏng đậm đặc từ hốc mũi.
Chim cánh cụt không có cơ quan sinh dục ngoài  Lưu trữ ngày 17 tháng 10 năm 2007 tại Wayback Machine. Kết quả là chỉ có thử nghiệm nhiễm sắc thể mới xác định được giới tính của chúng.

## Sinh sản
Một số loài chim cánh cụt có thể giao phối cả đời, trong khi các loài khác chỉ giao phối một mùa. Nói chung, chúng tạo ra một bầy con nhỏ và cả chim bố lẫn chim mẹ cùng chăm sóc con non.
Ở một số loài con cái đẻ ít trứng (10-20: 10 trứng), ấp 65 ngày. Sau mỗi lần ấp, con cái giảm 40-50% khối lượng. Sau khi trứng nở, con mẹ tiếp tục ủ ấm cho con non.

### Hành vi quan hệ trống mái
Đầu tháng 2 năm 2004 tờ New York Times thông báo rằng một cặp chim cánh cụt quai mũ trống tại Vườn bách thú Công viên Trung tâm (Central Park Zoo) tại thành phố New York đã kết đôi và thậm chí chúng đã ấp thành công từ trứng ra một con chim mái non. Các chim cánh cụt khác ở New York cũng đã được thông báo là tạo ra các cặp đồng tính.
Các vườn thú tại Nhật Bản và Đức cũng dẫn chứng các cặp chim cánh cụt đực. Các cặp chim đực này đã xây tổ cùng nhau và dùng các hòn đá thay trứng trong tổ của chúng. Nghiên cứu tại Đại học Rikkyo, Tokyo đã tìm thấy 20 cặp như thế tại 16 vườn nuôi thú và bể nuôi tại Nhật Bản. Vườn thú Bremerhaven tại Đức đã cố tách các cặp chim cánh cụt đực bằng cách nhập khẩu các chim cánh cụt mái từ Thụy Điển và tách các cặp đực ra nhưng họ đã không thành công. Giám đốc vườn thú nói rằng các mối quan hệ "uyên ương" này là quá mạnh.

## Thư viện ảnh

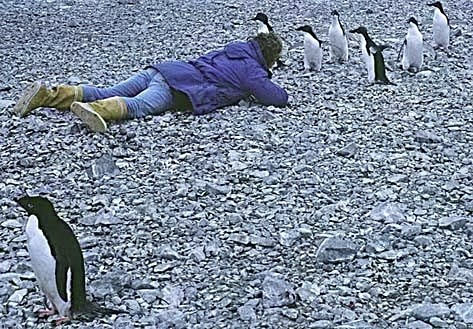
chim cánh cụt Adelie tại châu Nam Cực
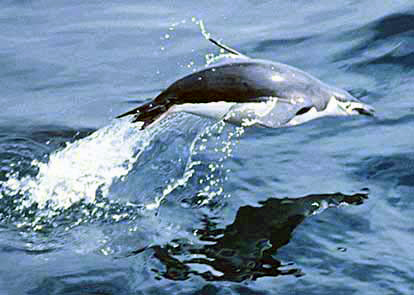
chim cánh cụt quai mũ đang tìm kiếm nhuyễn thể
chim cánh cụt Magellan
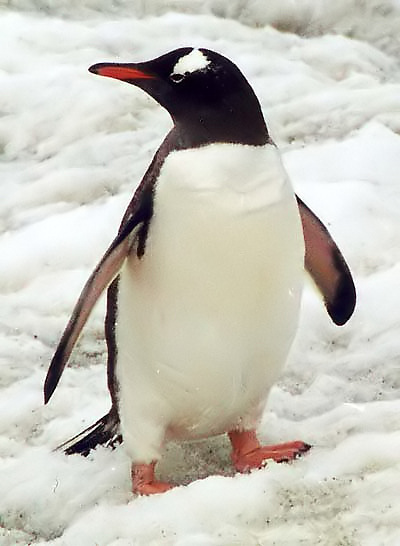
chim cánh cụt Gentoo
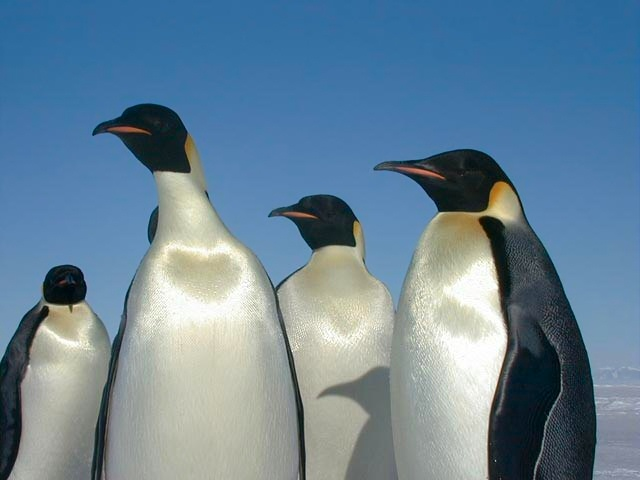
chim cánh cụt hoàng đế

## Phân loại
Bộ Sphenisciformes
- Họ Spheniscidae
  -     - Waimanu

  - Phân họ Palaeeudyptinae (tuyệt chủng)
    - Anthropodyptes
    - Anthropornis
      - Chim cánh cụt lớn Nordenskjoeld, Anthropornis nordenskjoeldi

    - Archaeospheniscus
    - Arthrodytes
    - Chubutodyptes
    - Dege
    - Delphinornis
    - Duntroonornis
    - Insuza
    - Korora
    - Marplesornis
    - Nucleornis
    - Pachydyptes
    - Palaeeudyptes
    - Palaeospheniscus
    - Paraptenodytes
    - Platydytes
    - Pseudaptenodytes
    - Wimantornis

  - Phân họ Spheniscinae (chim cánh cụt ngày nay)
    - Aptenodytes
      - Aptenodytes forsteri: chim cánh cụt hoàng đế
      - Aptenodytes patagonicus: chim cánh cụt vua

    - Eudyptes
      - Eudyptes chrysolophus: chim cánh cụt Macaroni
      - Eudyptes chrysocome: chim cánh cụt Rockhopper
      - Eudyptes pachyrhynchus: chim cánh cụt Fiordland
      - Eudyptes robustus: chim cánh cụt Snares
      - Eudyptes schlegeli: chim cánh cụt hoàng gia
      - Eudyptes sclateri: chim cánh cụt mào đứng

    - Eudyptula
      - Eudyptula albosignata: chim cánh cụt chân chèo trắng
      - Eudyptula minor: chim cánh cụt nhỏ (chim cánh cụt tiên hay chim cánh cụt xanh)

    - Megadyptes
      - Megadyptes antipodes: chim cánh cụt mắt vàng

    - Pygoscelis
      - Pygoscelis adeliae: chim cánh cụt Adélie
      - Pygoscelis antarctica: chim cánh cụt quai mũ
      - Pygoscelis papua: chim cánh cụt Gentoo

    - Spheniscus
      - Spheniscus demersus: chim cánh cụt châu Phi hay chim cánh cụt chân đen
      - Spheniscus magellanicus: chim cánh cụt Magellan
      - Spheniscus humboldti: chim cánh cụt Humboldt
      - Spheniscus mendiculus: chim cánh cụt Galápagos

## Phim ảnh
- Phim truyền hình hoạt hình Pingu (Thụy Sĩ-Anh) (1986, 1900-2006)
- Phim truyền hình hoạt hình Stanley (tập Penguin Party) (Mỹ) (2001)
- Phim truyền hình hoạt hình Pecola (Nhật-Canda) (2001-2002)
- Phim truyền hình hoạt hình Pororo The Little Penguin (Hàn Quốc) (2003 - 2021)
- Phim điện ảnh hoạt hình Madagascar (Mỹ) (2005)
- Phim truyền hình hoạt hình Little Einsteins (mùa 1) (tập The Birthday Balloons) (Mỹ) (2005)
- Phim điện ảnh hoạt hình Happy Feet (Mỹ-Anh-Úc) (2006)
- Phim truyền hình hoạt hình Higglytown Heroes (tập Look's Who Squawking) (Mỹ) (2006)
- Phim truyền hình múa rối Sesame street (mùa 37): Elmo's World (tập Penguins) (Mỹ) (2006)
- Phim điện ảnh hoạt hình Surf's Up (Mỹ) (2007)
- Phim điện ảnh hoạt hình Madagascar: Escape 2 Africa (Mỹ) (2008)
- Phim truyền hình hoạt hình Little Einsteins (mùa 2) (tập Mr. Penguin's Ice Cream Adventure) (Mỹ) (2008)
- Phim truyền hình hoạt hình Penguins Of Madagascar (Anh) (2008 - 2015)
- Phim điện ảnh hoạt hình Happy Feet Two (Mỹ-Úc) (2011)
- Phim điện ảnh hoạt hình Madagascar 3: Europe's Most Wanted (Mỹ) (2012)
- Phim điện ảnh hoạt hình Madly Madagascar (Mỹ) (2013)
- Phim điện ảnh hoạt hình Penguins Of Madagascar (Mỹ) (2014)
- Phim điện ảnh hoạt hình Surf's Up 2: WaveMania (Mỹ-Canada) (2017)
- Phim điện ảnh hoạt hình The Jungle Bunch (Pháp) (2017)